# Сусяк Роман Романович
Рома́н Рома́нович Суся́к (10 квітня 1975, смт Меденичі, Дрогобицький район, Львівська область — 20 лютого 2015, м. Лубни) — солдат Збройних сил України, учасник бойових дій в зоні проведення Антитерористичної операції. Нагороджений орденом «За мужність» III ступеня (посмертно).

## Життєвий шлях
Народився 10 квітня 1975 року в селищі міського типу Меденичі.
Закінчив Меденицьку школу, після цього Меденицьке ПТУ № 72 (зараз — Меденицький професійний ліцей).
Батько Романа раптово помер, і весь тягар чоловічої роботи ліг на плечі Романа.

## Мобілізація в лави ЗСУ
У травні 2014-го призваний під час другої хвилі мобілізації, старший водій 24-ї окремої механізованої бригади. Окрім іншого, возив військовиків на ротації.
Під час повернення зі сходу, 20 лютого 2015 загинув у ДТП — поблизу міста Лубни через наїзд далекобійної вантажівки.
Залишились мама, дружина, син Владислав 2009 р.н., сестра.
Похований у Меденичах 23 лютого 2015-го, того дня у Дрогобицькому районі оголосили жалобу.

## Нагороди
- Указом Президента України № 522/2016 від 25 листопада 2016 року, «за особисту мужність і високий професіоналізм, виявлені у захисті державного суверенітету та територіальної цілісності України, вірність військовій присязі», нагороджений орденом «За мужність» III ступеня (посмертно).

## Вшанування пам'яті
- 12 травня 2016-го в Меденицькій ЗОШ відкрито меморіальну дошку випускникові Роману Сусяку який загинув в лютому 2015 році в страшній аварії, проходячи службу в зоні АТО. На подвір'ї школи зібралися меденичани, учні та вчителі школи, де навчався Роман, його побратими — військові як з Меденич, так із інших населених пунктів Дрогобиччини. На пам'ятну подію запросили маму, сестру, дружину з синочком Владиславом. В урочистому відкритті взяли участь заступник голови районної ради Володимир Стецівка, депутат обласної ради Михайло Задорожний, Освятив Меморіальну дошку, встановлену з ініціативи директора школи Любомира Лешка та колективу, настоятель місцевого храму УПЦ КП о. Мирослав. Минає час, який, як кажуть, лікує рани… Але біль залишається. У матері та родичів не висихають від сліз очі. Молода дружина з допомогою селищної ради, мешканців реалізовує мрію чоловіка — зводить будинок. Владиславчик підростає і знає, що його батько — український герой!
- 20 лютого 2020 у Меденицькому професійному ліцеї відбулося відкриття пам'ятної дошки загиблим військовим — випускникам ліцею — Сусяку Роману, Юзефовичу Івану, Матьолі Мирону.[1]